# Baďan
Baďan (in tedesco Eichelhau, in ungherese Bagyán o Badon) è un comune della Slovacchia facente parte del distretto di Banská Štiavnica, nella regione di Banská Bystrica.
Il comune conserva un'interessante chiesa del 1685 e qui nacque Pavel Valaský (1742 – 1824), storico slovacco.

## Storia
Il villaggio è citato per la prima volta nel 1262, come possedimento dell'arcivescovato di Strigonio, donato dal re d'Ungheria Béla IV al castello di Bzovík.